# Nowakowo (gromada)
Nowakowo – dawna gromada, czyli najmniejsza jednostka podziału terytorialnego Polskiej Rzeczypospolitej Ludowej w latach 1954–1972.
Gromady, z gromadzkimi radami narodowymi (GRN) jako organami władzy najniższego stopnia na wsi, funkcjonowały od reformy reorganizującej administrację wiejską przeprowadzonej jesienią 1954 do momentu ich zniesienia z dniem 1 stycznia 1973, tym samym wypierając organizację gminną w latach 1954–1972.
Gromadę Nowakowo z siedzibą GRN w Nowakowie utworzono – jako jedną z 8759 gromad na obszarze Polski – w powiecie elbląskim w woj. gdańskim na mocy uchwały nr 15/III/54 WRN w Gdańsku z dnia 5 października 1954. W skład jednostki weszły obszary dotychczasowych gromad Nowakowo, Kępa Rybacka, Kępiny Wielkie, Cieplice I, Nowe Batorowo i Nowotki ze zniesionej gminy Nowakowo oraz obszar dotychczasowej gromady Rubno Wielkie (bez obszarów kat. Jagodna Wielka i Jagodna Mała) ze zniesionej gminy Łęcze w tymże powiecie. Dla gromady ustalono 12 członków gromadzkiej rady narodowej.
1 stycznia 1960 do gromady Nowakowo włączono miejscowości Bielnik, Józefowo i Janowo ze zniesionej gromady Kazimierzowo w tymże powiecie.
Gromada przetrwała do końca 1972 roku, czyli do kolejnej reformy gminnej.